# 渡辺うめ
渡辺 うめ（わたなべ うめ、1907年3月23日 - 2014年9月16日）は、日本（青森県青森市出身）の農民・人形作家。太平洋戦争中に転居した夫の故郷の但馬地方の農村風景や農作業をする人々を描写した人形を製作していた。

## 略歴
- 1907年（明治40年）3月23日：青森県青森市に生まれる。
- 1927年（昭和2年）：北海道大学医学部付属病院看護法講習科卒業[1]。
- 1935年（昭和10年）：東京市麻布区南山小学校の看護婦になる[1]。この頃から独学で人形作りを始める。
- 1937年（昭和12年）：結婚[1]。
- 1944年（昭和19年）：戦争が激しくなったため、夫の故郷の兵庫県八鹿町（現：養父市八鹿町）に転居[1]。
- 1979年（昭和54年）から1987年（昭和62年）：兵庫県八鹿町中央公民館の手づくり教室講師を務める[4]。
- 1993年（平成5年）：兵庫県とワシントン州の姉妹提携30周年文化使節の一員として渡米、シアトルで人形展を開催。
- 1997年（平成9年）：兵庫県明石市に転居[1]。
- 2014年9月16日：老衰のため、明石市大久保町大窪の特別養護老人ホームで107歳で死去[3]。

## 書籍
- 1985年（昭和60年）：『人形集「あぜみちの詩」』
- 1988年（昭和63年）：『人形集「あぜみちの詩」第二集』
- 1992年（平成4年）：『人形集「あぜみちの詩」第三集』
- 1996年（平成8年）：『あぜみちのうた』
- 2002年（平成14年）：『人形集「あぜみちの詩・但馬の土に生きた人々」第四集』
- （関連書籍：『うめさんからの贈り物　農民人形作家・渡辺うめの世界』著者：吉田ふみゑ）

## 作品展示

### 常設展示
- 全天候運動場（兵庫県養父市八鹿町）
- 生野まちづくり工房・井筒屋（兵庫県朝来市生野町）

### 展示会
- 1985年（昭和60年）：あぜみちの詩・渡辺うめ人形展（神戸・豊岡・八鹿など）
- 1992年（平成4年）：兵庫県立こどもの館 （姫路市）
- 1993年（平成5年）：兵庫県とワシントン州の姉妹提携30周年文化使節の一員として渡米、シアトルで人形展を開催
- 2002年（平成14年）：兵庫県立歴史博物館
- 2013年（平成25年）：赤穂市立有年考古館「渡辺うめ農民人形展　あぜみちの詩inしぶらの里・赤穂」
- 2014年（平成26年）：旧三木家住宅 (兵庫県姫路市)

## 受賞
- 1935年（昭和10年）：銀座伊東屋で行われたフランス人形発表会に出展し「凶作地から」で一等賞
- 1940年（昭和15年）：第10回童宝美術院展に出展し「女中にきた子」で優秀賞
- 1984年（昭和59年）：兵庫県婦人手工芸展知事賞
- 1987年（昭和62年）：芸術文化団体半どんの会文化賞
- 1990年（平成2年）：兵庫県ともしびの賞
- 1992年（平成4年）：兵教組教育文化賞
- 1995年（平成7年）：兵庫県文化功労賞
- 1997年（平成9年）：第51回神戸新聞文化賞、青森県文化功労賞
- 1999年（平成11年）：平成11年度兵庫県高齢者特別賞、第8回コープこうべ生活文化福祉賞
- 2000年（平成12年）：東京都中央区ウェルネス・コミュニティ協会の第11回ハーティ・ファミリー賞

## 出演
- 1996年（平成8年）：徹子の部屋